# Kohout
Kohout is een historisch merk van motorfietsen.
De bedrijfsnaam was Peter Kohout, Vyroba Motocyklu, Brno, Cejl.
Dit was een Tsjechisch merk dat van 1904 tot 1906 2½- en 2¾ pk Fafnir- en Minerva-eencilinders in eigen frames monteerde.